# Посольство України у Швеції
Посольство України в Королівстві Швеція (швед. Ukrainas ambassad i Stockholm) — дипломатична місія України в Швеції, знаходиться в Стокгольмі.

## Завдання посольства
Основне завдання Посольства України в Стокгольмі — представляти інтереси України, сприяти розвиткові політичних, економічних, культурних, наукових та інших зв'язків, а також захищати права та інтереси громадян і юридичних осіб України, які перебувають на території Швеції.
Посольство сприяє розвитку на всіх рівнях міждержавних відносин між Україною та Швецією з метою забезпечення їх гармонійного розвитку, а також співробітництва з питань, що становлять взаємний інтерес. Посольство виконує також консульські функції.

## Історія дипломатичних відносин

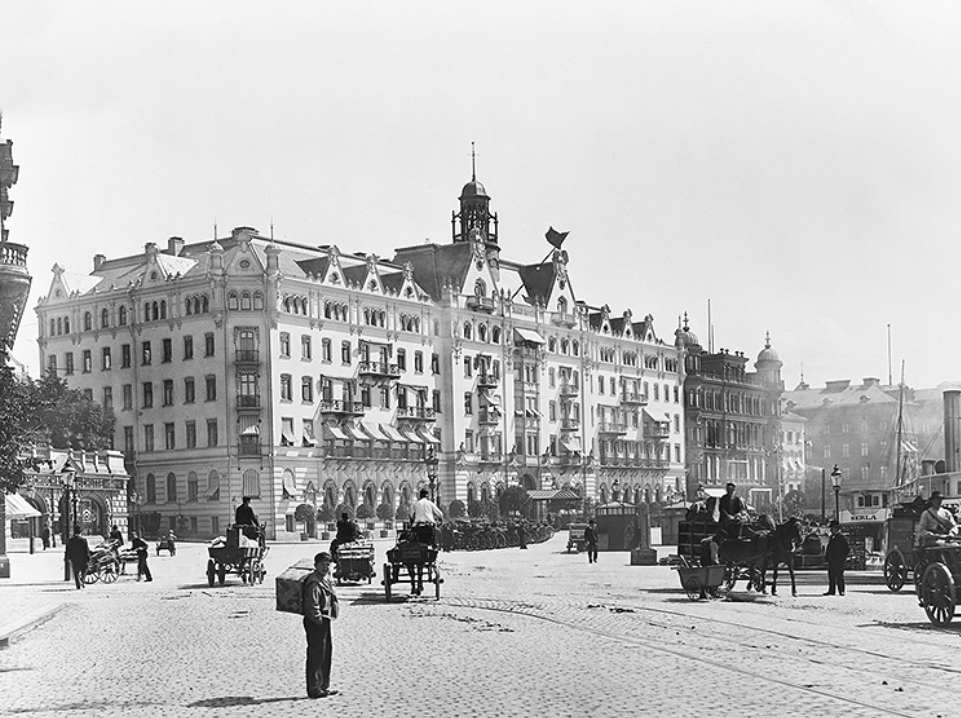
Гранд отель у Стокгольмі (Швеція) 1901

Група співробітників посольства УНР у Стокгольмі (Швеція).

У 1918—1919 роках у Стокгольмі діяла Українська дипломатична місія, очолювана спочатку Борисом Баженовим. Співробітниками місії були секретар Василь Косаренко-Косаревич, аташе Володимир Суховецький, аташе Олександр фон Тімрот, аташе граф Констан Руссетт. Місія з початку розміщувалася в готелі Стокгольма «Гранд» за адресою: Сьодра Бласіехольмсхамнен (Södra Blasieholmshamnen), 8. Згодом місія переїхала до готелю «Регіна» по Дроттнінггатан (Drottninggatan), 42-44.

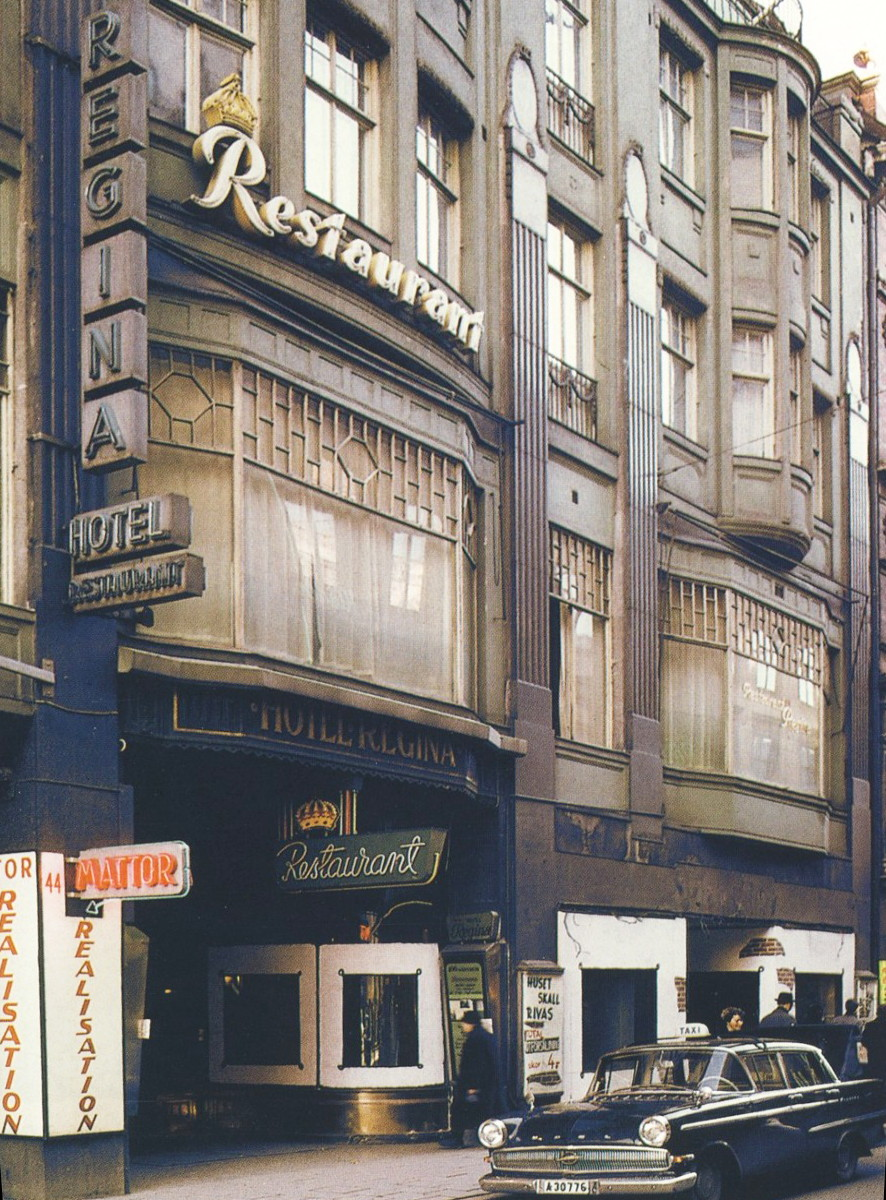
Отель Регіна у Стокгольмі (Швеція)

З 1919 року місію очолив Костянтин Лоський, з ним прибув секретар Місії Осип Майданюк. Місія переїхала за адресою Дроттнінггатан (Drottninggatan), 83.
19 грудня 1991 року Швеція першою серед країн Північної Європи визнала незалежність України. Дипломатичні відносини між двома країнами були встановлені 13 січня 1992 року. У вересні 1992 року в Києві було відкрито Посольство Швеції в Україні.
31 травня 1994 року в Стокгольмі розпочало роботу Дипломатичне представництво України, очолюване за сумісництвом Послом України у Фінляндії.
11 лютого 1999 року вірчі грамоти першого Посла України з резиденцією в Стокгольмі Королю Швеції Карлу XVI Густаву вручив Олександр Сліпченко.

## Керівники дипломатичної місії
| N  | Країна | Посол                            | Зображення | Інформація                                |
| 1  |        | Мужиловський Силуян Андрійович   |            | (1649)                                    |
| 2  |        | Антонович Дмитро Володимирович   |            | (1918)                                    |
| 3  |        | Баженов Борис Петрович           |            | (1918)                                    |
| 4  |        | Лоський Костянтин Володимирович  |            | (1919—1921)                               |
| -- | ------ | -------------------------------- | ---------- | ----------------------------------------- |
| 5  |        | Масик Костянтин Іванович         |            | (1992—1997)                               |
| 6  |        | Сагач Ігор Михайлович            |            | (1994—1997) Тимчасовий повірений          |
| 7  |        | Назаров Георгій Павлович         |            | (1997—1999) Тимчасовий повірений резидент |
| 8  |        | Подолєв Ігор Валентинович        |            | (1997—1999) за сумісництвом               |
| 9  |        | Сліпченко Олександр Сергійович   |            | (1999—2002)                               |
| 10 |        | Кожара Леонід Олександрович      |            | (2003—2004)                               |
| 11 |        | Данилейко Олександр Іванович     |            | (2004) Тимчасовий повірений               |
| 12 |        | Терпицький Едуард Леонідович     |            | (2004—2007) Тимчасовий повірений          |
| 13 |        | Пономаренко Анатолій Георгійович |            | (2007—2008)                               |
| 14 |        | Перебийніс Євген Петрович        |            | (2008—2011)                               |
| 15 |        | Степанов Валерій Анатолійович    |            | (2011—2014)                               |
| 16 |        | Целуйко Ігор Іванович            |            | (2014—2015) Тимчасовий повірений          |
| 17 |        | Сагач Ігор Михайлович            |            | (2015—2019)                               |
| 18 |        | Полуніна Олена Борисівна         |            | (2019—2020) Тимчасовий повірений          |
| 19 |        | Плахотнюк Андрій Миколайович     |            | (2020—2025)                               |
| 20 |        | Заліщук Світлана Петрівна        |            | (2025-)                                   |